# 阿德里安娜·卡朗伯
阿德里安娜·卡朗伯（Adriana Karembeu，1971年9月17日—）法国籍斯洛伐克著名女模特，原名阿德里安娜·斯科雷纳利高娃（Adriana Sklenaříková），1971年9月17日出生于布雷兹耨（Brezno），1998年12月嫁给法国国家队足球运动员克里斯蒂安·卡伦布。

## 主要经历
阿德里安娜曾在布拉格查理大学医学系学习医学，1997年成为翁德布拉（Wonderbra）广告公司模特。她身高1米78，以时装表演界最长的美腿（1米24）著称。
1999年，阿德里安娜开始像英国戴安娜王妃一样，为反对杀伤性地雷而努力奔走。
2000年，她帮助法国红十字会作“能救命举动”（Des gestes qui sauvent）的抢救培训宣传活动，直接参与用于宣传的同名书籍与光盘的制作，每年有近二百万实习生用它们来学习抢救技术。
她还在意大利最大电视频道RAI UNO主持'Domenica In'节目。
2003年，她参加了著名女演员索菲·马尔索主办的“明星照片”拍卖活动。她还在科西嘉岛参加了《三个小女孩儿》电影的拍摄，她在电影中扮演了舞女的角色。
2004年，她参加了无国界记者组织的明星照片拍卖活动，以资助古巴被关押的29名记者的家人。同年她被任命为斯洛伐克的世界大使。
2006年，她被法国男人杂志（For Him magazine）选为世界最性感的女星。她一直是红十字会大使。
2007年，她在名为《阿德里安娜与我》的90分钟的电影故事片中扮演了女主角，讲的是一位女影星在巴黎市中心地铁站与一个普通卖花者相遇的故事。同年秋天，她在法国电视六台举办的培养高级模特节目中担任评委会主席。
2008年，她成为ATOL眼睛品牌的广告新形像。同年7月她参加了法国电视二台的“在陌生地约会”节目，在埃塞俄比亚基督教部落昂哈拉（Amharas）生活了两个星期。